# 理塘河
理塘河（りとう-が、Litang river、簡体字: 理塘河, 拼音: lǐtáng hé）は、中華人民共和国四川省を流れる川の一つで、長江支流の雅礱江に合流している。別名は無量河、勒曲、木里河、小金河など。
理塘河はチベット高原東部の険しい山岳地帯を流れており、伝統的にはチベットのカム地方に属する。四川省カンゼ・チベット族自治州の理塘県（リタン）の西部、沙魯里山脈の中部の雪山椏口に発し、上流は無量河と呼ばれる。ムリ・チベット族自治県（木里県）を流れ、塩源県の北部の窪里郷・欧家湾で雅礱江に合流する。
平均流量は290立方m/秒、徑流量50.86億立方mに達する。中流・下流の川幅の平均は66m。ほとんどは高山地帯を貫く峡谷であり、流量は多く川床は狭い。
支流には臥落河、羊奶河、陳昌溝、苦巴店溝、瓦廠河がある。